# Coupe Davis 1972
Pour un article plus général, voir Coupe Davis.
Navigation
Édition précédente Édition suivante
La Coupe Davis 1972 est la 61e édition de ce tournoi de tennis professionnel masculin par nations. Les rencontres se déroulent du 20 mars au 15 octobre dans différents lieux.
Les États-Unis (quadruples tenants du titre) remporte leur 24e saladier d'argent grâce à leur victoire en finale face à la Roumanie par trois victoires à deux.

## Contexte
Les nations ont dû jouer une ou plusieurs rencontres afin d'atteindre le top 16 mondial.
Le tournoi se déroule au préalable dans les tours préliminaires des zones continentales. Un total de 55 nations participent à la compétition :
- 11 dans la "Zone Amérique",
- 11 dans la "Zone Est" (incluant l'Asie et l'Océanie),
- 33 dans la "Zone Europe" (incluant l'Afrique).

## Déroulement du tournoi

### Nouveautés
Depuis 1904, 1re édition ouverte à toutes les nations (auparavant réservée aux États-Unis et aux Îles Britanniques) le "Challenge Round" était en vigueur : la nation tenante du titre ne jouait pas toute la compétition comme les autres mais était directement qualifiée pour la finale. 1972 marque la fin du "Challenge Round" en Coupe Davis, désormais le vainqueur de l'édition précédente participe au 1ers tours.

## Résultats

### Tableau du top 16 mondial
Les nations qui atteignent les finales de la zone Est et Amériques (soit les quarts de finale mondiaux) sont directement qualifiées pour leur demi-finale continentale (soit les huitièmes de finale mondiaux) de la prochaine édition.
|  | Huitièmes de finale Plusieurs dates                                                      | Huitièmes de finale Plusieurs dates                                        |          |   | Quarts de finale Plusieurs dates                                   | Quarts de finale Plusieurs dates                                   |  |  | Demi-finales 4 - 7 août                           | Demi-finales 4 - 7 août                           |  |  | Finale 13 - 15 octobre                            | Finale 13 - 15 octobre                            |
|  | Huitièmes de finale Plusieurs dates                                                      | Huitièmes de finale Plusieurs dates                                        |          |   | Quarts de finale Plusieurs dates                                   | Quarts de finale Plusieurs dates                                   |  |  | Demi-finales 4 - 7 août                           | Demi-finales 4 - 7 août                           |  |  | Finale 13 - 15 octobre                            | Finale 13 - 15 octobre                            |
|  |                                                                                          |                                                                            |          |   |                                                                    |                                                                    |  |  |                                                   |                                                   |  |  |                                                   |                                                   |
|  | Demi-finale Europe A (16 - 18 juin) Bucarest, Roumanie (terre battue ext.)               | Demi-finale Europe A (16 - 18 juin) Bucarest, Roumanie (terre battue ext.) |          |   | Finale Europe A (21 - 23 juillet) Tbilissi, Union soviétique (???) | Finale Europe A (21 - 23 juillet) Tbilissi, Union soviétique (???) |  |  | Inter-zone Bucarest, Roumanie (terre battue ext.) | Inter-zone Bucarest, Roumanie (terre battue ext.) |  |  | Inter-zone Bucarest, Roumanie (terre battue ext.) | Inter-zone Bucarest, Roumanie (terre battue ext.) |
|  | Demi-finale Europe A (16 - 18 juin) Bucarest, Roumanie (terre battue ext.)               | Demi-finale Europe A (16 - 18 juin) Bucarest, Roumanie (terre battue ext.) |          |   | Finale Europe A (21 - 23 juillet) Tbilissi, Union soviétique (???) | Finale Europe A (21 - 23 juillet) Tbilissi, Union soviétique (???) |  |  | Inter-zone Bucarest, Roumanie (terre battue ext.) | Inter-zone Bucarest, Roumanie (terre battue ext.) |  |  | Inter-zone Bucarest, Roumanie (terre battue ext.) | Inter-zone Bucarest, Roumanie (terre battue ext.) |
|  | Roumanie                                                                                 | 4                                                                          |          |   | Finale Europe A (21 - 23 juillet) Tbilissi, Union soviétique (???) | Finale Europe A (21 - 23 juillet) Tbilissi, Union soviétique (???) |  |  | Inter-zone Bucarest, Roumanie (terre battue ext.) | Inter-zone Bucarest, Roumanie (terre battue ext.) |  |  | Inter-zone Bucarest, Roumanie (terre battue ext.) | Inter-zone Bucarest, Roumanie (terre battue ext.) |
|  | Roumanie                                                                                 | 4                                                                          |          |   | Finale Europe A (21 - 23 juillet) Tbilissi, Union soviétique (???) | Finale Europe A (21 - 23 juillet) Tbilissi, Union soviétique (???) |  |  | Inter-zone Bucarest, Roumanie (terre battue ext.) | Inter-zone Bucarest, Roumanie (terre battue ext.) |  |  | Inter-zone Bucarest, Roumanie (terre battue ext.) | Inter-zone Bucarest, Roumanie (terre battue ext.) |
|  | Italie                                                                                   | 1                                                                          |          |   | Finale Europe A (21 - 23 juillet) Tbilissi, Union soviétique (???) | Finale Europe A (21 - 23 juillet) Tbilissi, Union soviétique (???) |  |  | Inter-zone Bucarest, Roumanie (terre battue ext.) | Inter-zone Bucarest, Roumanie (terre battue ext.) |  |  | Inter-zone Bucarest, Roumanie (terre battue ext.) | Inter-zone Bucarest, Roumanie (terre battue ext.) |
|  | Italie                                                                                   | 1                                                                          | Roumanie | 3 |                                                                    |                                                                    |  |  | Inter-zone Bucarest, Roumanie (terre battue ext.) | Inter-zone Bucarest, Roumanie (terre battue ext.) |  |  | Inter-zone Bucarest, Roumanie (terre battue ext.) | Inter-zone Bucarest, Roumanie (terre battue ext.) |
|  | Demi-finale Europe A (9 - 11 juin) Varsovie, Pologne (???)                               |                                                                            | Roumanie | 3 |                                                                    |                                                                    |  |  | Inter-zone Bucarest, Roumanie (terre battue ext.) | Inter-zone Bucarest, Roumanie (terre battue ext.) |  |  | Inter-zone Bucarest, Roumanie (terre battue ext.) | Inter-zone Bucarest, Roumanie (terre battue ext.) |
|  |                                                                                          | Union soviétique                                                           | 2        |   |                                                                    |                                                                    |  |  | Inter-zone Bucarest, Roumanie (terre battue ext.) | Inter-zone Bucarest, Roumanie (terre battue ext.) |  |  | Inter-zone Bucarest, Roumanie (terre battue ext.) | Inter-zone Bucarest, Roumanie (terre battue ext.) |
|  | Pologne                                                                                  | Union soviétique                                                           | 2        | 0 |                                                                    |                                                                    |  |  | Inter-zone Bucarest, Roumanie (terre battue ext.) | Inter-zone Bucarest, Roumanie (terre battue ext.) |  |  | Inter-zone Bucarest, Roumanie (terre battue ext.) | Inter-zone Bucarest, Roumanie (terre battue ext.) |
|  | Pologne                                                                                  | Finale Est (16 - 18 mai) Bangalore, Inde (???)                             |          | 0 |                                                                    |                                                                    |  |  | Inter-zone Bucarest, Roumanie (terre battue ext.) | Inter-zone Bucarest, Roumanie (terre battue ext.) |  |  | Inter-zone Bucarest, Roumanie (terre battue ext.) | Inter-zone Bucarest, Roumanie (terre battue ext.) |
|  | Union soviétique                                                                         | 4                                                                          |          |   |                                                                    |                                                                    |  |  | Inter-zone Bucarest, Roumanie (terre battue ext.) | Inter-zone Bucarest, Roumanie (terre battue ext.) |  |  | Inter-zone Bucarest, Roumanie (terre battue ext.) | Inter-zone Bucarest, Roumanie (terre battue ext.) |
|  | Union soviétique                                                                         | 4                                                                          | Roumanie | 4 |                                                                    |                                                                    |  |  |                                                   |                                                   |  |  | Inter-zone Bucarest, Roumanie (terre battue ext.) | Inter-zone Bucarest, Roumanie (terre battue ext.) |
|  | Finale Est B (28 - 30 avril) Kuala Lumpur, Malaisie (???)                                |                                                                            | Roumanie | 4 |                                                                    |                                                                    |  |  |                                                   |                                                   |  |  | Inter-zone Bucarest, Roumanie (terre battue ext.) | Inter-zone Bucarest, Roumanie (terre battue ext.) |
|  |                                                                                          | Australie                                                                  | 1        |   |                                                                    |                                                                    |  |  |                                                   |                                                   |  |  | Inter-zone Bucarest, Roumanie (terre battue ext.) | Inter-zone Bucarest, Roumanie (terre battue ext.) |
|  | Inde                                                                                     | Australie                                                                  | 1        | 5 |                                                                    |                                                                    |  |  |                                                   |                                                   |  |  | Inter-zone Bucarest, Roumanie (terre battue ext.) | Inter-zone Bucarest, Roumanie (terre battue ext.) |
|  | Inde                                                                                     | Inter-zone Barcelone, Espagne (terre battue ext.)                          |          | 5 |                                                                    |                                                                    |  |  |                                                   |                                                   |  |  | Inter-zone Bucarest, Roumanie (terre battue ext.) | Inter-zone Bucarest, Roumanie (terre battue ext.) |
|  | Malaisie                                                                                 | 0                                                                          |          |   |                                                                    |                                                                    |  |  |                                                   |                                                   |  |  | Inter-zone Bucarest, Roumanie (terre battue ext.) | Inter-zone Bucarest, Roumanie (terre battue ext.) |
|  | Malaisie                                                                                 | 0                                                                          | Inde     | 0 |                                                                    |                                                                    |  |  |                                                   |                                                   |  |  | Inter-zone Bucarest, Roumanie (terre battue ext.) | Inter-zone Bucarest, Roumanie (terre battue ext.) |
|  | Finale Est A (28 - 30 avril) Tokyo, Japon (???)                                          |                                                                            | Inde     | 0 |                                                                    |                                                                    |  |  |                                                   |                                                   |  |  | Inter-zone Bucarest, Roumanie (terre battue ext.) | Inter-zone Bucarest, Roumanie (terre battue ext.) |
|  |                                                                                          | Australie                                                                  | 5        |   |                                                                    |                                                                    |  |  |                                                   |                                                   |  |  | Inter-zone Bucarest, Roumanie (terre battue ext.) | Inter-zone Bucarest, Roumanie (terre battue ext.) |
|  | Japon                                                                                    | Australie                                                                  | 5        | 1 |                                                                    |                                                                    |  |  |                                                   |                                                   |  |  | Inter-zone Bucarest, Roumanie (terre battue ext.) | Inter-zone Bucarest, Roumanie (terre battue ext.) |
|  | Japon                                                                                    | Finale Europe B (21 - 24 juillet) Barcelone, Espagne (terre battue ext.)   |          | 1 |                                                                    |                                                                    |  |  |                                                   |                                                   |  |  | Inter-zone Bucarest, Roumanie (terre battue ext.) | Inter-zone Bucarest, Roumanie (terre battue ext.) |
|  | Australie                                                                                | 4                                                                          |          |   |                                                                    |                                                                    |  |  |                                                   |                                                   |  |  | Inter-zone Bucarest, Roumanie (terre battue ext.) | Inter-zone Bucarest, Roumanie (terre battue ext.) |
|  | Australie                                                                                | 4                                                                          | Roumanie | 2 |                                                                    |                                                                    |  |  |                                                   |                                                   |  |  |                                                   |                                                   |
|  | Demi-finale Europe B (14 - 16 juin) Avilés, Espagne (terre battue ext.)                  |                                                                            | Roumanie | 2 |                                                                    |                                                                    |  |  |                                                   |                                                   |  |  |                                                   |                                                   |
|  |                                                                                          | États-Unis                                                                 | 3        |   |                                                                    |                                                                    |  |  |                                                   |                                                   |  |  |                                                   |                                                   |
|  | Espagne                                                                                  | États-Unis                                                                 | 3        | 5 |                                                                    |                                                                    |  |  |                                                   |                                                   |  |  |                                                   |                                                   |
|  | Espagne                                                                                  |                                                                            |          | 5 |                                                                    |                                                                    |  |  |                                                   |                                                   |  |  |                                                   |                                                   |
|  | Monaco                                                                                   | 0                                                                          |          |   |                                                                    |                                                                    |  |  |                                                   |                                                   |  |  |                                                   |                                                   |
|  | Monaco                                                                                   | 0                                                                          | Espagne  | 3 |                                                                    |                                                                    |  |  |                                                   |                                                   |  |  |                                                   |                                                   |
|  | Demi-finale Europe B (16 - 18 juin) Düsseldorf, Allemagne de l'Ouest (terre battue ext.) |                                                                            | Espagne  | 3 |                                                                    |                                                                    |  |  |                                                   |                                                   |  |  |                                                   |                                                   |
|  |                                                                                          | Tchécoslovaquie                                                            | 2        |   |                                                                    |                                                                    |  |  |                                                   |                                                   |  |  |                                                   |                                                   |
|  | Allemagne de l'Ouest                                                                     | Tchécoslovaquie                                                            | 2        | 2 |                                                                    |                                                                    |  |  |                                                   |                                                   |  |  |                                                   |                                                   |
|  | Allemagne de l'Ouest                                                                     | Finale Amériques (21 - 24 juillet) Santiago, Chili (terre battue ext.)     |          | 2 |                                                                    |                                                                    |  |  |                                                   |                                                   |  |  |                                                   |                                                   |
|  | Tchécoslovaquie                                                                          | 3                                                                          |          |   |                                                                    |                                                                    |  |  |                                                   |                                                   |  |  |                                                   |                                                   |
|  | Tchécoslovaquie                                                                          | 3                                                                          | Espagne  | 2 |                                                                    |                                                                    |  |  |                                                   |                                                   |  |  |                                                   |                                                   |
|  | Finale Amérique du Sud (21 - 23 avril) Rio de Janeiro, Brésil (???)                      |                                                                            | Espagne  | 2 |                                                                    |                                                                    |  |  |                                                   |                                                   |  |  |                                                   |                                                   |
|  |                                                                                          | États-Unis                                                                 | 3        |   |                                                                    |                                                                    |  |  |                                                   |                                                   |  |  |                                                   |                                                   |
|  | Chili                                                                                    | États-Unis                                                                 | 3        | 3 |                                                                    |                                                                    |  |  |                                                   |                                                   |  |  |                                                   |                                                   |
|  | Chili                                                                                    |                                                                            |          | 3 |                                                                    |                                                                    |  |  |                                                   |                                                   |  |  |                                                   |                                                   |
|  | Brésil                                                                                   | 2                                                                          |          |   |                                                                    |                                                                    |  |  |                                                   |                                                   |  |  |                                                   |                                                   |
|  | Brésil                                                                                   | 2                                                                          | Chili    | 0 |                                                                    |                                                                    |  |  |                                                   |                                                   |  |  |                                                   |                                                   |
|  | Finale Am. Nord et Centre (16 - 18 juin) Mexico, Mexique (terre battue ext.)             |                                                                            | Chili    | 0 |                                                                    |                                                                    |  |  |                                                   |                                                   |  |  |                                                   |                                                   |
|  |                                                                                          | États-Unis                                                                 | 5        |   |                                                                    |                                                                    |  |  |                                                   |                                                   |  |  |                                                   |                                                   |
|  | Mexique                                                                                  | États-Unis                                                                 | 5        | 0 |                                                                    |                                                                    |  |  |                                                   |                                                   |  |  |                                                   |                                                   |
|  | Mexique                                                                                  |                                                                            |          | 0 |                                                                    |                                                                    |  |  |                                                   |                                                   |  |  |                                                   |                                                   |
|  | États-Unis                                                                               | 5                                                                          |          |   |                                                                    |                                                                    |  |  |                                                   |                                                   |  |  |                                                   |                                                   |
|  | États-Unis                                                                               | 5                                                                          |          |   |                                                                    |                                                                    |  |  |                                                   |                                                   |  |  |                                                   |                                                   |

### Matchs détaillés

#### Huitièmes de finale
Les "huitièmes de finale mondiaux" correspondent aux demi-finales des zones continentales.
Europe A
| | Roumanie | 4                                    | - | 1 | Italie |   |  |
| --- | -------- | ------------------------------------ | - | - | ------ | - |  |
| Bucarest, Roumanie |          |                                      |   |   |        |   |  |
| du 16 au 18 juin 1972 sur terre battue (ext.) |          |                                      |   |   |        |   |  |
| \| 1 \| \| Ilie Năstase \| 7 \| 6 \| 6 \| \| \| \| 1 \| \| Corrado Barazzutti \| 5 \| 2 \| 0 \| \| \| \| 2 \| \| Ion Țiriac \| 8 \| 7 \| 0 \| 6 \| \| \| 2 \| \| Adriano Panatta \| 6 \| 5 \| 6 \| 3 \| \| \| 3 \| \| Ilie Năstase - Ion Țiriac \| 6 \| 9 \| 6 \| \| \| \| 3 \| \| Adriano Panatta - Nicola Pietrangeli \| 2 \| 7 \| 4 \| \| \| \| \| \| \| \| \| \| \| \| \| 4 \| \| Peter Marmureanu \| 4 \| 5 \| 2 \| \| \| \| 4 \| \| Corrado Barazzutti \| 6 \| 7 \| 6 \| \| \| \| \| \| \| \| \| \| \| \| \| 5 \| \| Ilie Năstase \| 4 \| 6 \| 6 \| 6 \| \| \| 5 \| \| Adriano Panatta \| 6 \| 0 \| 3 \| 1 \| \| \| \| \| \| \| \| \| \| \| |          |                                      |   |   |        |   |  |
| 1 |          | Ilie Năstase                         | 7 | 6 | 6      |   |  |
| 1 |          | Corrado Barazzutti                   | 5 | 2 | 0      |   |  |
| 2 |          | Ion Țiriac                           | 8 | 7 | 0      | 6 |  |
| 2 |          | Adriano Panatta                      | 6 | 5 | 6      | 3 |  |
| 3 |          | Ilie Năstase - Ion Țiriac            | 6 | 9 | 6      |   |  |
| 3 |          | Adriano Panatta - Nicola Pietrangeli | 2 | 7 | 4      |   |  |
| |          |                                      |   |   |        |   |  |
| 4 |          | Peter Marmureanu                     | 4 | 5 | 2      |   |  |
| 4 |          | Corrado Barazzutti                   | 6 | 7 | 6      |   |  |
| |          |                                      |   |   |        |   |  |
| 5 |          | Ilie Năstase                         | 4 | 6 | 6      | 6 |  |
| 5 |          | Adriano Panatta                      | 6 | 0 | 3      | 1 |  |
| |          |                                      |   |   |        |   |  |

| 1 |  | Ilie Năstase                         | 7 | 6 | 6 |   |  |
| 1 |  | Corrado Barazzutti                   | 5 | 2 | 0 |   |  |
| 2 |  | Ion Țiriac                           | 8 | 7 | 0 | 6 |  |
| 2 |  | Adriano Panatta                      | 6 | 5 | 6 | 3 |  |
| 3 |  | Ilie Năstase - Ion Țiriac            | 6 | 9 | 6 |   |  |
| 3 |  | Adriano Panatta - Nicola Pietrangeli | 2 | 7 | 4 |   |  |
|   |  |                                      |   |   |   |   |  |
| 4 |  | Peter Marmureanu                     | 4 | 5 | 2 |   |  |
| 4 |  | Corrado Barazzutti                   | 6 | 7 | 6 |   |  |
|   |  |                                      |   |   |   |   |  |
| 5 |  | Ilie Năstase                         | 4 | 6 | 6 | 6 |  |
| 5 |  | Adriano Panatta                      | 6 | 0 | 3 | 1 |  |
|   |  |                                      |   |   |   |   |  |

| | Pologne | 0                                 | -    | 4 | Union soviétique |   |   |
| --- | ------- | --------------------------------- | ---- | - | ---------------- | - | - |
| Varsovie, Pologne |         |                                   |      |   |                  |   |   |
| du 9 au 11 juin 1972 sur ??? |         |                                   |      |   |                  |   |   |
| \| 1 \| \| Tadeusz Nowicki \| 3 \| 3 \| 3 \| \| \| \| 1 \| \| Alex Metreveli \| 6 \| 6 \| 6 \| \| \| \| 2 \| \| Wiesław Gąsiorek \| 6 \| 7 \| 3 \| 6 \| 1 \| \| 2 \| \| Teimuraz Kakulia \| 8 \| 5 \| 6 \| 2 \| 6 \| \| 3 \| \| W. Gąsiorek - T. Nowicki \| 5 \| 4 \| 6 \| 7 \| \| \| 3 \| \| Sergei Likhachev - Alex Metreveli \| 7 \| 6 \| 4 \| 9 \| \| \| \| \| \| \| \| \| \| \| \| 4 \| \| Wiesław Gąsiorek \| 6 \| 5 \| 5 \| 6 \| \| \| 4 \| \| Alex Metreveli \| 4 \| 7 \| 7 \| 8 \| \| \| \| \| \| \| \| \| \| \| \| 5 \| \| Tadeusz Nowicki \| non \| \| \| \| \| \| 5 \| \| Teimuraz Kakulia \| joué \| \| \| \| \| \| \| \| \| \| \| \| \| \| |         |                                   |      |   |                  |   |   |
| 1 |         | Tadeusz Nowicki                   | 3    | 3 | 3                |   |   |
| 1 |         | Alex Metreveli                    | 6    | 6 | 6                |   |   |
| 2 |         | Wiesław Gąsiorek                  | 6    | 7 | 3                | 6 | 1 |
| 2 |         | Teimuraz Kakulia                  | 8    | 5 | 6                | 2 | 6 |
| 3 |         | W. Gąsiorek - T. Nowicki          | 5    | 4 | 6                | 7 |   |
| 3 |         | Sergei Likhachev - Alex Metreveli | 7    | 6 | 4                | 9 |   |
| |         |                                   |      |   |                  |   |   |
| 4 |         | Wiesław Gąsiorek                  | 6    | 5 | 5                | 6 |   |
| 4 |         | Alex Metreveli                    | 4    | 7 | 7                | 8 |   |
| |         |                                   |      |   |                  |   |   |
| 5 |         | Tadeusz Nowicki                   | non  |   |                  |   |   |
| 5 |         | Teimuraz Kakulia                  | joué |   |                  |   |   |
| |         |                                   |      |   |                  |   |   |

| 1 |  | Tadeusz Nowicki                   | 3    | 3 | 3 |   |   |
| 1 |  | Alex Metreveli                    | 6    | 6 | 6 |   |   |
| 2 |  | Wiesław Gąsiorek                  | 6    | 7 | 3 | 6 | 1 |
| 2 |  | Teimuraz Kakulia                  | 8    | 5 | 6 | 2 | 6 |
| 3 |  | W. Gąsiorek - T. Nowicki          | 5    | 4 | 6 | 7 |   |
| 3 |  | Sergei Likhachev - Alex Metreveli | 7    | 6 | 4 | 9 |   |
|   |  |                                   |      |   |   |   |   |
| 4 |  | Wiesław Gąsiorek                  | 6    | 5 | 5 | 6 |   |
| 4 |  | Alex Metreveli                    | 4    | 7 | 7 | 8 |   |
|   |  |                                   |      |   |   |   |   |
| 5 |  | Tadeusz Nowicki                   | non  |   |   |   |   |
| 5 |  | Teimuraz Kakulia                  | joué |   |   |   |   |
|   |  |                                   |      |   |   |   |   |

Est
| | Malaisie | 0                              | - | 5 | Inde |  |  |
| --- | -------- | ------------------------------ | - | - | ---- |  |  |
| Kuala Lumpur, Malaisie |          |                                |   |   |      |  |  |
| du 28 au 30 avril 1972 sur ??? |          |                                |   |   |      |  |  |
| \| 1 \| \| Sultan-Aman Azman \| 2 \| 0 \| 6 \| \| \| \| 1 \| \| Jaidip Mukerjea \| 6 \| 6 \| 8 \| \| \| \| 2 \| \| Song-Kean Tan \| 1 \| 2 \| 0 \| \| \| \| 2 \| \| Premjit Lall \| 6 \| 6 \| 6 \| \| \| \| 3 \| \| S.-A. Azman - S.-K. Tan \| 3 \| 4 \| 4 \| \| \| \| 3 \| \| Premjit Lall - Jaidip Mukerjea \| 6 \| 6 \| 6 \| \| \| \| \| \| \| \| \| \| \| \| \| 4 \| \| Sultan-Aman Azman \| 0 \| 3 \| 4 \| \| \| \| 4 \| \| Premjit Lall \| 6 \| 6 \| 6 \| \| \| \| \| \| \| \| \| \| \| \| \| 5 \| \| Song-Kean Tan \| 0 \| 4 \| 0 \| \| \| \| 5 \| \| Jaidip Mukerjea \| 6 \| 6 \| 6 \| \| \| \| \| \| \| \| \| \| \| \| |          |                                |   |   |      |  |  |
| 1 |          | Sultan-Aman Azman              | 2 | 0 | 6    |  |  |
| 1 |          | Jaidip Mukerjea                | 6 | 6 | 8    |  |  |
| 2 |          | Song-Kean Tan                  | 1 | 2 | 0    |  |  |
| 2 |          | Premjit Lall                   | 6 | 6 | 6    |  |  |
| 3 |          | S.-A. Azman - S.-K. Tan        | 3 | 4 | 4    |  |  |
| 3 |          | Premjit Lall - Jaidip Mukerjea | 6 | 6 | 6    |  |  |
| |          |                                |   |   |      |  |  |
| 4 |          | Sultan-Aman Azman              | 0 | 3 | 4    |  |  |
| 4 |          | Premjit Lall                   | 6 | 6 | 6    |  |  |
| |          |                                |   |   |      |  |  |
| 5 |          | Song-Kean Tan                  | 0 | 4 | 0    |  |  |
| 5 |          | Jaidip Mukerjea                | 6 | 6 | 6    |  |  |
| |          |                                |   |   |      |  |  |

| 1 |  | Sultan-Aman Azman              | 2 | 0 | 6 |  |  |
| 1 |  | Jaidip Mukerjea                | 6 | 6 | 8 |  |  |
| 2 |  | Song-Kean Tan                  | 1 | 2 | 0 |  |  |
| 2 |  | Premjit Lall                   | 6 | 6 | 6 |  |  |
| 3 |  | S.-A. Azman - S.-K. Tan        | 3 | 4 | 4 |  |  |
| 3 |  | Premjit Lall - Jaidip Mukerjea | 6 | 6 | 6 |  |  |
|   |  |                                |   |   |   |  |  |
| 4 |  | Sultan-Aman Azman              | 0 | 3 | 4 |  |  |
| 4 |  | Premjit Lall                   | 6 | 6 | 6 |  |  |
|   |  |                                |   |   |   |  |  |
| 5 |  | Song-Kean Tan                  | 0 | 4 | 0 |  |  |
| 5 |  | Jaidip Mukerjea                | 6 | 6 | 6 |  |  |
|   |  |                                |   |   |   |  |  |

| | Japon | 1                                | - | 4 | Australie |   |   |
| --- | ----- | -------------------------------- | - | - | --------- | - | - |
| Tokyo, Japon |       |                                  |   |   |           |   |   |
| du 28 au 30 avril 1972 sur ??? |       |                                  |   |   |           |   |   |
| \| 1 \| \| Toshiro Sakai \| 3 \| 3 \| 3 \| \| \| \| 1 \| \| Malcolm Anderson \| 6 \| 6 \| 6 \| \| \| \| 2 \| \| Jun Kuki \| 4 \| 6 \| 6 \| 1 \| 3 \| \| 2 \| \| Colin Dibley \| 6 \| 3 \| 3 \| 6 \| 6 \| \| 3 \| \| Jun Kamiwazumi - Toshiro Sakai \| 6 \| 9 \| 1 \| 6 \| \| \| 3 \| \| Malcolm Anderson - Geoff Masters \| 3 \| 7 \| 6 \| 3 \| \| \| \| \| \| \| \| \| \| \| \| 4 \| \| Jun Kuki \| 2 \| 3 \| 2 \| \| \| \| 4 \| \| Malcolm Anderson \| 6 \| 6 \| 6 \| \| \| \| \| \| \| \| \| \| \| \| \| 5 \| \| Toshiro Sakai \| 6 \| 4 \| 6 \| 5 \| 3 \| \| 5 \| \| Colin Dibley \| 4 \| 6 \| 4 \| 7 \| 6 \| \| \| \| \| \| \| \| \| \| |       |                                  |   |   |           |   |   |
| 1 |       | Toshiro Sakai                    | 3 | 3 | 3         |   |   |
| 1 |       | Malcolm Anderson                 | 6 | 6 | 6         |   |   |
| 2 |       | Jun Kuki                         | 4 | 6 | 6         | 1 | 3 |
| 2 |       | Colin Dibley                     | 6 | 3 | 3         | 6 | 6 |
| 3 |       | Jun Kamiwazumi - Toshiro Sakai   | 6 | 9 | 1         | 6 |   |
| 3 |       | Malcolm Anderson - Geoff Masters | 3 | 7 | 6         | 3 |   |
| |       |                                  |   |   |           |   |   |
| 4 |       | Jun Kuki                         | 2 | 3 | 2         |   |   |
| 4 |       | Malcolm Anderson                 | 6 | 6 | 6         |   |   |
| |       |                                  |   |   |           |   |   |
| 5 |       | Toshiro Sakai                    | 6 | 4 | 6         | 5 | 3 |
| 5 |       | Colin Dibley                     | 4 | 6 | 4         | 7 | 6 |
| |       |                                  |   |   |           |   |   |

| 1 |  | Toshiro Sakai                    | 3 | 3 | 3 |   |   |
| 1 |  | Malcolm Anderson                 | 6 | 6 | 6 |   |   |
| 2 |  | Jun Kuki                         | 4 | 6 | 6 | 1 | 3 |
| 2 |  | Colin Dibley                     | 6 | 3 | 3 | 6 | 6 |
| 3 |  | Jun Kamiwazumi - Toshiro Sakai   | 6 | 9 | 1 | 6 |   |
| 3 |  | Malcolm Anderson - Geoff Masters | 3 | 7 | 6 | 3 |   |
|   |  |                                  |   |   |   |   |   |
| 4 |  | Jun Kuki                         | 2 | 3 | 2 |   |   |
| 4 |  | Malcolm Anderson                 | 6 | 6 | 6 |   |   |
|   |  |                                  |   |   |   |   |   |
| 5 |  | Toshiro Sakai                    | 6 | 4 | 6 | 5 | 3 |
| 5 |  | Colin Dibley                     | 4 | 6 | 4 | 7 | 6 |
|   |  |                                  |   |   |   |   |   |

Europe B
| | Espagne | 5                               | - | 0 | Monaco |  |  |
| --- | ------- | ------------------------------- | - | - | ------ |  |  |
| Avilés T.C, Avilés, Espagne |         |                                 |   |   |        |  |  |
| du 14 au 16 juin 1972 sur terre battue (ext.) |         |                                 |   |   |        |  |  |
| \| 1 \| \| Manuel Orantes \| 6 \| 6 \| 6 \| \| \| \| 1 \| \| Francis Truchi \| 0 \| 1 \| 0 \| \| \| \| 2 \| \| Andrés Gimeno \| 6 \| 6 \| 6 \| \| \| \| 2 \| \| Patrick Landau \| 3 \| 2 \| 2 \| \| \| \| 3 \| \| Juan Gisbert - Manuel Orantes \| 6 \| 6 \| 6 \| \| \| \| 3 \| \| Patrick Landau - Francis Truchi \| 0 \| 2 \| 0 \| \| \| \| \| \| \| \| \| \| \| \| \| 4 \| \| Antonio Muñoz \| 6 \| 7 \| 6 \| \| \| \| 4 \| \| Patrick Landau \| 1 \| 5 \| 1 \| \| \| \| \| \| \| \| \| \| \| \| \| 5 \| \| Juan Gisbert \| 6 \| 6 \| 6 \| \| \| \| 5 \| \| Bernard Balleret \| 1 \| 2 \| 0 \| \| \| \| \| \| \| \| \| \| \| \| |         |                                 |   |   |        |  |  |
| 1 |         | Manuel Orantes                  | 6 | 6 | 6      |  |  |
| 1 |         | Francis Truchi                  | 0 | 1 | 0      |  |  |
| 2 |         | Andrés Gimeno                   | 6 | 6 | 6      |  |  |
| 2 |         | Patrick Landau                  | 3 | 2 | 2      |  |  |
| 3 |         | Juan Gisbert - Manuel Orantes   | 6 | 6 | 6      |  |  |
| 3 |         | Patrick Landau - Francis Truchi | 0 | 2 | 0      |  |  |
| |         |                                 |   |   |        |  |  |
| 4 |         | Antonio Muñoz                   | 6 | 7 | 6      |  |  |
| 4 |         | Patrick Landau                  | 1 | 5 | 1      |  |  |
| |         |                                 |   |   |        |  |  |
| 5 |         | Juan Gisbert                    | 6 | 6 | 6      |  |  |
| 5 |         | Bernard Balleret                | 1 | 2 | 0      |  |  |
| |         |                                 |   |   |        |  |  |

| 1 |  | Manuel Orantes                  | 6 | 6 | 6 |  |  |
| 1 |  | Francis Truchi                  | 0 | 1 | 0 |  |  |
| 2 |  | Andrés Gimeno                   | 6 | 6 | 6 |  |  |
| 2 |  | Patrick Landau                  | 3 | 2 | 2 |  |  |
| 3 |  | Juan Gisbert - Manuel Orantes   | 6 | 6 | 6 |  |  |
| 3 |  | Patrick Landau - Francis Truchi | 0 | 2 | 0 |  |  |
|   |  |                                 |   |   |   |  |  |
| 4 |  | Antonio Muñoz                   | 6 | 7 | 6 |  |  |
| 4 |  | Patrick Landau                  | 1 | 5 | 1 |  |  |
|   |  |                                 |   |   |   |  |  |
| 5 |  | Juan Gisbert                    | 6 | 6 | 6 |  |  |
| 5 |  | Bernard Balleret                | 1 | 2 | 0 |  |  |
|   |  |                                 |   |   |   |  |  |

| | Allemagne de l'Ouest | 2                             | - | 3 | Tchécoslovaquie |    |    |
| --- | -------------------- | ----------------------------- | - | - | --------------- | -- | -- |
| Düsseldorf, Allemagne de l'Ouest |                      |                               |   |   |                 |    |    |
| du 16 au 18 juin 1972 sur terre battue (ext.) |                      |                               |   |   |                 |    |    |
| \| 1 \| \| Harald Elschenbroich \| 6 \| 6 \| 4 \| 6 \| \| \| 1 \| \| František Pala \| 3 \| 4 \| 6 \| 4 \| \| \| 2 \| \| Jürgen Fassbender \| 6 \| 3 \| 2 \| 8 \| \| \| 2 \| \| Jan Kodeš \| 3 \| 6 \| 6 \| 10 \| \| \| 3 \| \| J. Fassbender - H.-J. Pohmann \| 6 \| 3 \| 6 \| 2 \| 17 \| \| 3 \| \| Jan Kodeš - Jan Kukal \| 4 \| 6 \| 3 \| 6 \| 19 \| \| \| \| \| \| \| \| \| \| \| 4 \| \| Harald Elschenbroich \| 4 \| 6 \| 2 \| 6 \| 6 \| \| 4 \| \| Jan Kodeš \| 6 \| 4 \| 6 \| 1 \| 8 \| \| \| \| \| \| \| \| \| \| \| 5 \| \| Jürgen Fassbender \| 6 \| 6 \| 6 \| \| \| \| 5 \| \| František Pala \| 4 \| 4 \| 2 \| \| \| \| \| \| \| \| \| \| \| \| |                      |                               |   |   |                 |    |    |
| 1 |                      | Harald Elschenbroich          | 6 | 6 | 4               | 6  |    |
| 1 |                      | František Pala                | 3 | 4 | 6               | 4  |    |
| 2 |                      | Jürgen Fassbender             | 6 | 3 | 2               | 8  |    |
| 2 |                      | Jan Kodeš                     | 3 | 6 | 6               | 10 |    |
| 3 |                      | J. Fassbender - H.-J. Pohmann | 6 | 3 | 6               | 2  | 17 |
| 3 |                      | Jan Kodeš - Jan Kukal         | 4 | 6 | 3               | 6  | 19 |
| |                      |                               |   |   |                 |    |    |
| 4 |                      | Harald Elschenbroich          | 4 | 6 | 2               | 6  | 6  |
| 4 |                      | Jan Kodeš                     | 6 | 4 | 6               | 1  | 8  |
| |                      |                               |   |   |                 |    |    |
| 5 |                      | Jürgen Fassbender             | 6 | 6 | 6               |    |    |
| 5 |                      | František Pala                | 4 | 4 | 2               |    |    |
| |                      |                               |   |   |                 |    |    |

| 1 |  | Harald Elschenbroich          | 6 | 6 | 4 | 6  |    |
| 1 |  | František Pala                | 3 | 4 | 6 | 4  |    |
| 2 |  | Jürgen Fassbender             | 6 | 3 | 2 | 8  |    |
| 2 |  | Jan Kodeš                     | 3 | 6 | 6 | 10 |    |
| 3 |  | J. Fassbender - H.-J. Pohmann | 6 | 3 | 6 | 2  | 17 |
| 3 |  | Jan Kodeš - Jan Kukal         | 4 | 6 | 3 | 6  | 19 |
|   |  |                               |   |   |   |    |    |
| 4 |  | Harald Elschenbroich          | 4 | 6 | 2 | 6  | 6  |
| 4 |  | Jan Kodeš                     | 6 | 4 | 6 | 1  | 8  |
|   |  |                               |   |   |   |    |    |
| 5 |  | Jürgen Fassbender             | 6 | 6 | 6 |    |    |
| 5 |  | František Pala                | 4 | 4 | 2 |    |    |
|   |  |                               |   |   |   |    |    |

Amériques
| | Brésil | 2                               | - | 3 | Chili |   |  |
| --- | ------ | ------------------------------- | - | - | ----- | - |  |
| Rio de Janeiro, Brésil |        |                                 |   |   |       |   |  |
| du 21 au 23 avril 1972 sur ??? |        |                                 |   |   |       |   |  |
| \| 1 \| \| José Edison Mandarino \| 7 \| 6 \| 5 \| 1 \| \| \| 1 \| \| Jaime Fillol \| 5 \| 8 \| 7 \| 6 \| \| \| 2 \| \| Thomaz Koch \| 5 \| 1 \| 0 \| \| \| \| 2 \| \| Jaime Pinto Bravo \| 7 \| 6 \| 6 \| \| \| \| 3 \| \| T. Koch - J. E. Mandarino \| 6 \| 6 \| 6 \| \| \| \| 3 \| \| Patricio Cornejo - Jaime Fillol \| 4 \| 1 \| 3 \| \| \| \| \| \| \| \| \| \| \| \| \| 4 \| \| José Edison Mandarino \| 3 \| 6 \| 2 \| 2 \| \| \| 4 \| \| Jaime Pinto Bravo \| 6 \| 2 \| 6 \| 6 \| \| \| \| \| \| \| \| \| \| \| \| 5 \| \| Thomaz Koch \| 6 \| 4 \| 6 \| 6 \| \| \| 5 \| \| Jaime Fillol \| 1 \| 6 \| 2 \| 3 \| \| \| \| \| \| \| \| \| \| \| |        |                                 |   |   |       |   |  |
| 1 |        | José Edison Mandarino           | 7 | 6 | 5     | 1 |  |
| 1 |        | Jaime Fillol                    | 5 | 8 | 7     | 6 |  |
| 2 |        | Thomaz Koch                     | 5 | 1 | 0     |   |  |
| 2 |        | Jaime Pinto Bravo               | 7 | 6 | 6     |   |  |
| 3 |        | T. Koch - J. E. Mandarino       | 6 | 6 | 6     |   |  |
| 3 |        | Patricio Cornejo - Jaime Fillol | 4 | 1 | 3     |   |  |
| |        |                                 |   |   |       |   |  |
| 4 |        | José Edison Mandarino           | 3 | 6 | 2     | 2 |  |
| 4 |        | Jaime Pinto Bravo               | 6 | 2 | 6     | 6 |  |
| |        |                                 |   |   |       |   |  |
| 5 |        | Thomaz Koch                     | 6 | 4 | 6     | 6 |  |
| 5 |        | Jaime Fillol                    | 1 | 6 | 2     | 3 |  |
| |        |                                 |   |   |       |   |  |

| 1 |  | José Edison Mandarino           | 7 | 6 | 5 | 1 |  |
| 1 |  | Jaime Fillol                    | 5 | 8 | 7 | 6 |  |
| 2 |  | Thomaz Koch                     | 5 | 1 | 0 |   |  |
| 2 |  | Jaime Pinto Bravo               | 7 | 6 | 6 |   |  |
| 3 |  | T. Koch - J. E. Mandarino       | 6 | 6 | 6 |   |  |
| 3 |  | Patricio Cornejo - Jaime Fillol | 4 | 1 | 3 |   |  |
|   |  |                                 |   |   |   |   |  |
| 4 |  | José Edison Mandarino           | 3 | 6 | 2 | 2 |  |
| 4 |  | Jaime Pinto Bravo               | 6 | 2 | 6 | 6 |  |
|   |  |                                 |   |   |   |   |  |
| 5 |  | Thomaz Koch                     | 6 | 4 | 6 | 6 |  |
| 5 |  | Jaime Fillol                    | 1 | 6 | 2 | 3 |  |
|   |  |                                 |   |   |   |   |  |

| | Mexique | 0                            | -  | 5 | États-Unis |   |  |
| --- | ------- | ---------------------------- | -- | - | ---------- | - |  |
| Stade Rafael Osuna, Mexico, Mexique |         |                              |    |   |            |   |  |
| du 16 au 18 juin 1972 sur terre battue (ext.) |         |                              |    |   |            |   |  |
| \| 1 \| \| Joaquín Loyo Mayo \| 6 \| 3 \| 5 \| \| \| \| 1 \| \| Tom Gorman \| 8 \| 6 \| 7 \| \| \| \| 2 \| \| Vicente Zarazua \| 2 \| 1 \| 2 \| \| \| \| 2 \| \| Stan Smith \| 6 \| 6 \| 6 \| \| \| \| 3 \| \| J. Loyo Mayo - V. Zarazua \| 19 \| 3 \| 4 \| \| \| \| 3 \| \| Stan Smith - Erik van Dillen \| 21 \| 6 \| 6 \| \| \| \| \| \| \| \| \| \| \| \| \| 4 \| \| Joaquín Loyo Mayo \| 0 \| 3 \| 6 \| 4 \| \| \| 4 \| \| Stan Smith \| 6 \| 6 \| 2 \| 6 \| \| \| \| \| \| \| \| \| \| \| \| 5 \| \| Octavio Martínez \| 4 \| 1 \| 2 \| \| \| \| 5 \| \| Harold Solomon \| 6 \| 6 \| 6 \| \| \| \| \| \| \| \| \| \| \| \| |         |                              |    |   |            |   |  |
| 1 |         | Joaquín Loyo Mayo            | 6  | 3 | 5          |   |  |
| 1 |         | Tom Gorman                   | 8  | 6 | 7          |   |  |
| 2 |         | Vicente Zarazua              | 2  | 1 | 2          |   |  |
| 2 |         | Stan Smith                   | 6  | 6 | 6          |   |  |
| 3 |         | J. Loyo Mayo - V. Zarazua    | 19 | 3 | 4          |   |  |
| 3 |         | Stan Smith - Erik van Dillen | 21 | 6 | 6          |   |  |
| |         |                              |    |   |            |   |  |
| 4 |         | Joaquín Loyo Mayo            | 0  | 3 | 6          | 4 |  |
| 4 |         | Stan Smith                   | 6  | 6 | 2          | 6 |  |
| |         |                              |    |   |            |   |  |
| 5 |         | Octavio Martínez             | 4  | 1 | 2          |   |  |
| 5 |         | Harold Solomon               | 6  | 6 | 6          |   |  |
| |         |                              |    |   |            |   |  |

| 1 |  | Joaquín Loyo Mayo            | 6  | 3 | 5 |   |  |
| 1 |  | Tom Gorman                   | 8  | 6 | 7 |   |  |
| 2 |  | Vicente Zarazua              | 2  | 1 | 2 |   |  |
| 2 |  | Stan Smith                   | 6  | 6 | 6 |   |  |
| 3 |  | J. Loyo Mayo - V. Zarazua    | 19 | 3 | 4 |   |  |
| 3 |  | Stan Smith - Erik van Dillen | 21 | 6 | 6 |   |  |
|   |  |                              |    |   |   |   |  |
| 4 |  | Joaquín Loyo Mayo            | 0  | 3 | 6 | 4 |  |
| 4 |  | Stan Smith                   | 6  | 6 | 2 | 6 |  |
|   |  |                              |    |   |   |   |  |
| 5 |  | Octavio Martínez             | 4  | 1 | 2 |   |  |
| 5 |  | Harold Solomon               | 6  | 6 | 6 |   |  |
|   |  |                              |    |   |   |   |  |

#### Quarts de finale
Les "quarts de finale mondiaux" correspondent aux finales des zones continentales.
| | Union soviétique | 2                                 | - | 3 | Roumanie |   |   |
| --- | ---------------- | --------------------------------- | - | - | -------- | - | - |
| Tbilissi, Union soviétique |                  |                                   |   |   |          |   |   |
| du 21 au 23 juillet 1972 sur ??? |                  |                                   |   |   |          |   |   |
| \| 1 \| \| Alex Metreveli \| 4 \| 0 \| 4 \| \| \| \| 1 \| \| Ilie Năstase \| 6 \| 6 \| 6 \| \| \| \| 2 \| \| Teimuraz Kakulia \| 6 \| 7 \| 6 \| \| \| \| 2 \| \| Ion Țiriac \| 4 \| 5 \| 1 \| \| \| \| 3 \| \| Sergei Likhachev - Alex Metreveli \| 2 \| 4 \| 3 \| \| \| \| 3 \| \| Ilie Năstase - Ion Țiriac \| 6 \| 6 \| 6 \| \| \| \| \| \| \| \| \| \| \| \| \| 4 \| \| Alex Metreveli \| 2 \| 6 \| 1 \| 6 \| 6 \| \| 4 \| \| Ion Țiriac \| 6 \| 4 \| 6 \| 4 \| 3 \| \| \| \| \| \| \| \| \| \| \| 5 \| \| Teimuraz Kakulia \| 2 \| 2 \| 3 \| \| \| \| 5 \| \| Ilie Năstase \| 6 \| 6 \| 6 \| \| \| \| \| \| \| \| \| \| \| \| |                  |                                   |   |   |          |   |   |
| 1 |                  | Alex Metreveli                    | 4 | 0 | 4        |   |   |
| 1 |                  | Ilie Năstase                      | 6 | 6 | 6        |   |   |
| 2 |                  | Teimuraz Kakulia                  | 6 | 7 | 6        |   |   |
| 2 |                  | Ion Țiriac                        | 4 | 5 | 1        |   |   |
| 3 |                  | Sergei Likhachev - Alex Metreveli | 2 | 4 | 3        |   |   |
| 3 |                  | Ilie Năstase - Ion Țiriac         | 6 | 6 | 6        |   |   |
| |                  |                                   |   |   |          |   |   |
| 4 |                  | Alex Metreveli                    | 2 | 6 | 1        | 6 | 6 |
| 4 |                  | Ion Țiriac                        | 6 | 4 | 6        | 4 | 3 |
| |                  |                                   |   |   |          |   |   |
| 5 |                  | Teimuraz Kakulia                  | 2 | 2 | 3        |   |   |
| 5 |                  | Ilie Năstase                      | 6 | 6 | 6        |   |   |
| |                  |                                   |   |   |          |   |   |

| 1 |  | Alex Metreveli                    | 4 | 0 | 4 |   |   |
| 1 |  | Ilie Năstase                      | 6 | 6 | 6 |   |   |
| 2 |  | Teimuraz Kakulia                  | 6 | 7 | 6 |   |   |
| 2 |  | Ion Țiriac                        | 4 | 5 | 1 |   |   |
| 3 |  | Sergei Likhachev - Alex Metreveli | 2 | 4 | 3 |   |   |
| 3 |  | Ilie Năstase - Ion Țiriac         | 6 | 6 | 6 |   |   |
|   |  |                                   |   |   |   |   |   |
| 4 |  | Alex Metreveli                    | 2 | 6 | 1 | 6 | 6 |
| 4 |  | Ion Țiriac                        | 6 | 4 | 6 | 4 | 3 |
|   |  |                                   |   |   |   |   |   |
| 5 |  | Teimuraz Kakulia                  | 2 | 2 | 3 |   |   |
| 5 |  | Ilie Năstase                      | 6 | 6 | 6 |   |   |
|   |  |                                   |   |   |   |   |   |

| | Inde | 0                              | - | 5 | Australie |   |   |
| --- | ---- | ------------------------------ | - | - | --------- | - | - |
| Bangalore, Inde |      |                                |   |   |           |   |   |
| du 16 au 18 mai 1972 sur ??? |      |                                |   |   |           |   |   |
| \| 1 \| \| Vijay Amritraj \| 4 \| 4 \| 2 \| \| \| \| 1 \| \| Malcolm Anderson \| 6 \| 6 \| 6 \| \| \| \| 2 \| \| Jaidip Mukerjea \| 3 \| 3 \| 6 \| 6 \| 3 \| \| 2 \| \| Geoff Masters \| 6 \| 6 \| 3 \| 1 \| 6 \| \| 3 \| \| Premjit Lall - Jaidip Mukerjea \| 2 \| 4 \| 6 \| 3 \| \| \| 3 \| \| Colin Dibley - Geoff Masters \| 6 \| 6 \| 3 \| 6 \| \| \| \| \| \| \| \| \| \| \| \| 4 \| \| Anand Amritraj \| 1 \| 6 \| 5 \| \| \| \| 4 \| \| Ross Case \| 6 \| 8 \| 7 \| \| \| \| \| \| \| \| \| \| \| \| \| 5 \| \| Vijay Amritraj \| 5 \| 6 \| 3 \| 2 \| \| \| 5 \| \| Colin Dibley \| 7 \| 4 \| 6 \| 6 \| \| \| \| \| \| \| \| \| \| \| |      |                                |   |   |           |   |   |
| 1 |      | Vijay Amritraj                 | 4 | 4 | 2         |   |   |
| 1 |      | Malcolm Anderson               | 6 | 6 | 6         |   |   |
| 2 |      | Jaidip Mukerjea                | 3 | 3 | 6         | 6 | 3 |
| 2 |      | Geoff Masters                  | 6 | 6 | 3         | 1 | 6 |
| 3 |      | Premjit Lall - Jaidip Mukerjea | 2 | 4 | 6         | 3 |   |
| 3 |      | Colin Dibley - Geoff Masters   | 6 | 6 | 3         | 6 |   |
| |      |                                |   |   |           |   |   |
| 4 |      | Anand Amritraj                 | 1 | 6 | 5         |   |   |
| 4 |      | Ross Case                      | 6 | 8 | 7         |   |   |
| |      |                                |   |   |           |   |   |
| 5 |      | Vijay Amritraj                 | 5 | 6 | 3         | 2 |   |
| 5 |      | Colin Dibley                   | 7 | 4 | 6         | 6 |   |
| |      |                                |   |   |           |   |   |

| 1 |  | Vijay Amritraj                 | 4 | 4 | 2 |   |   |
| 1 |  | Malcolm Anderson               | 6 | 6 | 6 |   |   |
| 2 |  | Jaidip Mukerjea                | 3 | 3 | 6 | 6 | 3 |
| 2 |  | Geoff Masters                  | 6 | 6 | 3 | 1 | 6 |
| 3 |  | Premjit Lall - Jaidip Mukerjea | 2 | 4 | 6 | 3 |   |
| 3 |  | Colin Dibley - Geoff Masters   | 6 | 6 | 3 | 6 |   |
|   |  |                                |   |   |   |   |   |
| 4 |  | Anand Amritraj                 | 1 | 6 | 5 |   |   |
| 4 |  | Ross Case                      | 6 | 8 | 7 |   |   |
|   |  |                                |   |   |   |   |   |
| 5 |  | Vijay Amritraj                 | 5 | 6 | 3 | 2 |   |
| 5 |  | Colin Dibley                   | 7 | 4 | 6 | 6 |   |
|   |  |                                |   |   |   |   |   |

| | Espagne | 3                             | -  | 2 | Tchécoslovaquie |   |   |
| --- | ------- | ----------------------------- | -- | - | --------------- | - | - |
| Barcelone, Espagne |         |                               |    |   |                 |   |   |
| du 21 au 24 juillet 1972 sur terre battue (ext.) |         |                               |    |   |                 |   |   |
| \| 1 \| \| Juan Gisbert \| 8 \| 6 \| 5 \| 0 \| 6 \| \| 1 \| \| Jan Kodeš \| 6 \| 4 \| 7 \| 6 \| 4 \| \| 2 \| \| Manuel Orantes \| 5 \| 4 \| 6 \| 7 \| 4 \| \| 2 \| \| František Pala \| 7 \| 6 \| 0 \| 5 \| 6 \| \| 3 \| \| Juan Gisbert - Manuel Orantes \| 10 \| 6 \| 7 \| 6 \| \| \| 3 \| \| Jan Kodeš - Jan Kukal \| 12 \| 2 \| 5 \| 4 \| \| \| \| \| \| \| \| \| \| \| \| 4 \| \| Juan Gisbert \| 6 \| 6 \| 4 \| 6 \| \| \| 4 \| \| František Pala \| 3 \| 3 \| 6 \| 0 \| \| \| \| \| \| \| \| \| \| \| \| 5 \| \| Antonio Muñoz \| 4 \| 0 \| 3 \| \| \| \| 5 \| \| Jiří Hřebec \| 6 \| 6 \| 6 \| \| \| \| \| \| \| \| \| \| \| \| |         |                               |    |   |                 |   |   |
| 1 |         | Juan Gisbert                  | 8  | 6 | 5               | 0 | 6 |
| 1 |         | Jan Kodeš                     | 6  | 4 | 7               | 6 | 4 |
| 2 |         | Manuel Orantes                | 5  | 4 | 6               | 7 | 4 |
| 2 |         | František Pala                | 7  | 6 | 0               | 5 | 6 |
| 3 |         | Juan Gisbert - Manuel Orantes | 10 | 6 | 7               | 6 |   |
| 3 |         | Jan Kodeš - Jan Kukal         | 12 | 2 | 5               | 4 |   |
| |         |                               |    |   |                 |   |   |
| 4 |         | Juan Gisbert                  | 6  | 6 | 4               | 6 |   |
| 4 |         | František Pala                | 3  | 3 | 6               | 0 |   |
| |         |                               |    |   |                 |   |   |
| 5 |         | Antonio Muñoz                 | 4  | 0 | 3               |   |   |
| 5 |         | Jiří Hřebec                   | 6  | 6 | 6               |   |   |
| |         |                               |    |   |                 |   |   |

| 1 |  | Juan Gisbert                  | 8  | 6 | 5 | 0 | 6 |
| 1 |  | Jan Kodeš                     | 6  | 4 | 7 | 6 | 4 |
| 2 |  | Manuel Orantes                | 5  | 4 | 6 | 7 | 4 |
| 2 |  | František Pala                | 7  | 6 | 0 | 5 | 6 |
| 3 |  | Juan Gisbert - Manuel Orantes | 10 | 6 | 7 | 6 |   |
| 3 |  | Jan Kodeš - Jan Kukal         | 12 | 2 | 5 | 4 |   |
|   |  |                               |    |   |   |   |   |
| 4 |  | Juan Gisbert                  | 6  | 6 | 4 | 6 |   |
| 4 |  | František Pala                | 3  | 3 | 6 | 0 |   |
|   |  |                               |    |   |   |   |   |
| 5 |  | Antonio Muñoz                 | 4  | 0 | 3 |   |   |
| 5 |  | Jiří Hřebec                   | 6  | 6 | 6 |   |   |
|   |  |                               |    |   |   |   |   |

| | Chili | 0                               | - | 5 | États-Unis |   |   |
| --- | ----- | ------------------------------- | - | - | ---------- | - | - |
| Stade Français, Santiago, Chili |       |                                 |   |   |            |   |   |
| du 21 au 24 juillet 1972 sur terre battue (ext.) |       |                                 |   |   |            |   |   |
| \| 1 \| \| Jaime Pinto Bravo \| 1 \| 5 \| 2 \| \| \| \| 1 \| \| Stan Smith \| 6 \| 7 \| 6 \| \| \| \| 2 \| \| Patricio Cornejo \| 7 \| 6 \| 1 \| 6 \| 2 \| \| 2 \| \| Harold Solomon \| 9 \| 4 \| 6 \| 3 \| 6 \| \| 3 \| \| Patricio Cornejo - Jaime Fillol \| 2 \| 4 \| 6 \| 6 \| 3 \| \| 3 \| \| Stan Smith - Erik van Dillen \| 6 \| 6 \| 4 \| 3 \| 6 \| \| \| \| \| \| \| \| \| \| \| 4 \| \| Jaime Pinto Bravo \| 1 \| 1 \| 2 \| \| \| \| 4 \| \| Harold Solomon \| 6 \| 6 \| 6 \| \| \| \| \| \| \| \| \| \| \| \| \| 5 \| \| Patricio Cornejo \| 4 \| 6 \| 7 \| 1 \| \| \| 5 \| \| Stan Smith \| 6 \| 1 \| 9 \| 6 \| \| \| \| \| \| \| \| \| \| \| |       |                                 |   |   |            |   |   |
| 1 |       | Jaime Pinto Bravo               | 1 | 5 | 2          |   |   |
| 1 |       | Stan Smith                      | 6 | 7 | 6          |   |   |
| 2 |       | Patricio Cornejo                | 7 | 6 | 1          | 6 | 2 |
| 2 |       | Harold Solomon                  | 9 | 4 | 6          | 3 | 6 |
| 3 |       | Patricio Cornejo - Jaime Fillol | 2 | 4 | 6          | 6 | 3 |
| 3 |       | Stan Smith - Erik van Dillen    | 6 | 6 | 4          | 3 | 6 |
| |       |                                 |   |   |            |   |   |
| 4 |       | Jaime Pinto Bravo               | 1 | 1 | 2          |   |   |
| 4 |       | Harold Solomon                  | 6 | 6 | 6          |   |   |
| |       |                                 |   |   |            |   |   |
| 5 |       | Patricio Cornejo                | 4 | 6 | 7          | 1 |   |
| 5 |       | Stan Smith                      | 6 | 1 | 9          | 6 |   |
| |       |                                 |   |   |            |   |   |

| 1 |  | Jaime Pinto Bravo               | 1 | 5 | 2 |   |   |
| 1 |  | Stan Smith                      | 6 | 7 | 6 |   |   |
| 2 |  | Patricio Cornejo                | 7 | 6 | 1 | 6 | 2 |
| 2 |  | Harold Solomon                  | 9 | 4 | 6 | 3 | 6 |
| 3 |  | Patricio Cornejo - Jaime Fillol | 2 | 4 | 6 | 6 | 3 |
| 3 |  | Stan Smith - Erik van Dillen    | 6 | 6 | 4 | 3 | 6 |
|   |  |                                 |   |   |   |   |   |
| 4 |  | Jaime Pinto Bravo               | 1 | 1 | 2 |   |   |
| 4 |  | Harold Solomon                  | 6 | 6 | 6 |   |   |
|   |  |                                 |   |   |   |   |   |
| 5 |  | Patricio Cornejo                | 4 | 6 | 7 | 1 |   |
| 5 |  | Stan Smith                      | 6 | 1 | 9 | 6 |   |
|   |  |                                 |   |   |   |   |   |

#### Demi-finales
| | Roumanie | 4                               | - | 1 | Australie |   |   |
| --- | -------- | ------------------------------- | - | - | --------- | - | - |
| Bucarest, Roumanie |          |                                 |   |   |           |   |   |
| du 4 au 7 août 1972 sur terre battue (ext.) |          |                                 |   |   |           |   |   |
| \| 1 \| \| Ion Țiriac \| 6 \| 6 \| 6 \| 4 \| 4 \| \| 1 \| \| Malcolm Anderson \| 2 \| 2 \| 8 \| 6 \| 6 \| \| 2 \| \| Ilie Năstase \| 6 \| 6 \| 6 \| \| \| \| 2 \| \| Colin Dibley \| 3 \| 0 \| 2 \| \| \| \| 3 \| \| Ilie Năstase - Ion Țiriac \| 6 \| 6 \| 6 \| \| \| \| 3 \| \| Malcolm Anderson - Colin Dibley \| 2 \| 2 \| 2 \| \| \| \| \| \| \| \| \| \| \| \| \| 4 \| \| Ion Țiriac \| 6 \| 2 \| 11 \| 6 \| 6 \| \| 4 \| \| Colin Dibley \| 3 \| 6 \| 13 \| 3 \| 0 \| \| \| \| \| \| \| \| \| \| \| 5 \| \| Ilie Năstase \| 6 \| 6 \| 4 \| 6 \| \| \| 5 \| \| Malcolm Anderson \| 2 \| 2 \| 6 \| 3 \| \| \| \| \| \| \| \| \| \| \| |          |                                 |   |   |           |   |   |
| 1 |          | Ion Țiriac                      | 6 | 6 | 6         | 4 | 4 |
| 1 |          | Malcolm Anderson                | 2 | 2 | 8         | 6 | 6 |
| 2 |          | Ilie Năstase                    | 6 | 6 | 6         |   |   |
| 2 |          | Colin Dibley                    | 3 | 0 | 2         |   |   |
| 3 |          | Ilie Năstase - Ion Țiriac       | 6 | 6 | 6         |   |   |
| 3 |          | Malcolm Anderson - Colin Dibley | 2 | 2 | 2         |   |   |
| |          |                                 |   |   |           |   |   |
| 4 |          | Ion Țiriac                      | 6 | 2 | 11        | 6 | 6 |
| 4 |          | Colin Dibley                    | 3 | 6 | 13        | 3 | 0 |
| |          |                                 |   |   |           |   |   |
| 5 |          | Ilie Năstase                    | 6 | 6 | 4         | 6 |   |
| 5 |          | Malcolm Anderson                | 2 | 2 | 6         | 3 |   |
| |          |                                 |   |   |           |   |   |

| 1 |  | Ion Țiriac                      | 6 | 6 | 6  | 4 | 4 |
| 1 |  | Malcolm Anderson                | 2 | 2 | 8  | 6 | 6 |
| 2 |  | Ilie Năstase                    | 6 | 6 | 6  |   |   |
| 2 |  | Colin Dibley                    | 3 | 0 | 2  |   |   |
| 3 |  | Ilie Năstase - Ion Țiriac       | 6 | 6 | 6  |   |   |
| 3 |  | Malcolm Anderson - Colin Dibley | 2 | 2 | 2  |   |   |
|   |  |                                 |   |   |    |   |   |
| 4 |  | Ion Țiriac                      | 6 | 2 | 11 | 6 | 6 |
| 4 |  | Colin Dibley                    | 3 | 6 | 13 | 3 | 0 |
|   |  |                                 |   |   |    |   |   |
| 5 |  | Ilie Năstase                    | 6 | 6 | 4  | 6 |   |
| 5 |  | Malcolm Anderson                | 2 | 2 | 6  | 3 |   |
|   |  |                                 |   |   |    |   |   |

| | Espagne | 2                            | -  | 3  | États-Unis |   |   |
| --- | ------- | ---------------------------- | -- | -- | ---------- | - | - |
| Real Club de Tenis, Barcelone, Espagne |         |                              |    |    |            |   |   |
| du 4 au 7 août 1972 sur terre battue (ext.) |         |                              |    |    |            |   |   |
| \| 1 \| \| Andrés Gimeno \| 6 \| 7 \| 6 \| 6 \| \| \| 1 \| \| Stan Smith \| 8 \| 5 \| 3 \| 4 \| \| \| 2 \| \| Juan Gisbert \| 7 \| 5 \| 6 \| 6 \| 4 \| \| 2 \| \| Harold Solomon \| 9 \| 7 \| 0 \| 1 \| 6 \| \| 3 \| \| Andrés Gimeno - Juan Gisbert \| 3 \| 6 \| 2 \| 3 \| \| \| 3 \| \| Stan Smith - Erik van Dillen \| 6 \| 0 \| 6 \| 6 \| \| \| \| \| \| \| \| \| \| \| \| 4 \| \| Andrés Gimeno \| 6 \| 6 \| 2 \| 6 \| \| \| 4 \| \| Harold Solomon \| 3 \| 1 \| 6 \| 2 \| \| \| \| \| \| \| \| \| \| \| \| 5 \| \| Juan Gisbert \| 9 \| 8 \| 4 \| \| \| \| 5 \| \| Stan Smith \| 11 \| 10 \| 6 \| \| \| \| \| \| \| \| \| \| \| \| |         |                              |    |    |            |   |   |
| 1 |         | Andrés Gimeno                | 6  | 7  | 6          | 6 |   |
| 1 |         | Stan Smith                   | 8  | 5  | 3          | 4 |   |
| 2 |         | Juan Gisbert                 | 7  | 5  | 6          | 6 | 4 |
| 2 |         | Harold Solomon               | 9  | 7  | 0          | 1 | 6 |
| 3 |         | Andrés Gimeno - Juan Gisbert | 3  | 6  | 2          | 3 |   |
| 3 |         | Stan Smith - Erik van Dillen | 6  | 0  | 6          | 6 |   |
| |         |                              |    |    |            |   |   |
| 4 |         | Andrés Gimeno                | 6  | 6  | 2          | 6 |   |
| 4 |         | Harold Solomon               | 3  | 1  | 6          | 2 |   |
| |         |                              |    |    |            |   |   |
| 5 |         | Juan Gisbert                 | 9  | 8  | 4          |   |   |
| 5 |         | Stan Smith                   | 11 | 10 | 6          |   |   |
| |         |                              |    |    |            |   |   |

| 1 |  | Andrés Gimeno                | 6  | 7  | 6 | 6 |   |
| 1 |  | Stan Smith                   | 8  | 5  | 3 | 4 |   |
| 2 |  | Juan Gisbert                 | 7  | 5  | 6 | 6 | 4 |
| 2 |  | Harold Solomon               | 9  | 7  | 0 | 1 | 6 |
| 3 |  | Andrés Gimeno - Juan Gisbert | 3  | 6  | 2 | 3 |   |
| 3 |  | Stan Smith - Erik van Dillen | 6  | 0  | 6 | 6 |   |
|   |  |                              |    |    |   |   |   |
| 4 |  | Andrés Gimeno                | 6  | 6  | 2 | 6 |   |
| 4 |  | Harold Solomon               | 3  | 1  | 6 | 2 |   |
|   |  |                              |    |    |   |   |   |
| 5 |  | Juan Gisbert                 | 9  | 8  | 4 |   |   |
| 5 |  | Stan Smith                   | 11 | 10 | 6 |   |   |
|   |  |                              |    |    |   |   |   |

#### Finale
La finale de la Coupe Davis 1972 se joue entre la Roumanie et les États-Unis.
| | Roumanie | 2                            | -  | 3 | États-Unis |    |   |
| --- | -------- | ---------------------------- | -- | - | ---------- | -- | - |
| Club Sportiv Progresul, Bucarest, Roumanie |          |                              |    |   |            |    |   |
| du 13 au 15 octobre 1972 sur terre battue (ext.) |          |                              |    |   |            |    |   |
| \| 1 \| \| Ilie Năstase \| 9 \| 2 \| 3 \| \| \| \| 1 \| \| Stan Smith \| 11 \| 6 \| 6 \| \| \| \| 2 \| \| Ion Țiriac \| 4 \| 2 \| 6 \| 6 \| 6 \| \| 2 \| \| Tom Gorman \| 6 \| 6 \| 4 \| 3 \| 2 \| \| 3 \| \| Ilie Năstase - Ion Țiriac \| 2 \| 0 \| 3 \| \| \| \| 3 \| \| Stan Smith - Erik van Dillen \| 6 \| 6 \| 6 \| \| \| \| \| \| \| \| \| \| \| \| \| 4 \| \| Ion Țiriac \| 6 \| 2 \| 4 \| 6 \| 0 \| \| 4 \| \| Stan Smith \| 4 \| 6 \| 6 \| 2 \| 6 \| \| \| \| \| \| \| \| \| \| \| 5 \| \| Ilie Năstase \| 6 \| 6 \| 5 \| 10 \| \| \| 5 \| \| Tom Gorman \| 1 \| 2 \| 7 \| 8 \| \| \| \| \| \| \| \| \| \| \| |          |                              |    |   |            |    |   |
| 1 |          | Ilie Năstase                 | 9  | 2 | 3          |    |   |
| 1 |          | Stan Smith                   | 11 | 6 | 6          |    |   |
| 2 |          | Ion Țiriac                   | 4  | 2 | 6          | 6  | 6 |
| 2 |          | Tom Gorman                   | 6  | 6 | 4          | 3  | 2 |
| 3 |          | Ilie Năstase - Ion Țiriac    | 2  | 0 | 3          |    |   |
| 3 |          | Stan Smith - Erik van Dillen | 6  | 6 | 6          |    |   |
| |          |                              |    |   |            |    |   |
| 4 |          | Ion Țiriac                   | 6  | 2 | 4          | 6  | 0 |
| 4 |          | Stan Smith                   | 4  | 6 | 6          | 2  | 6 |
| |          |                              |    |   |            |    |   |
| 5 |          | Ilie Năstase                 | 6  | 6 | 5          | 10 |   |
| 5 |          | Tom Gorman                   | 1  | 2 | 7          | 8  |   |
| |          |                              |    |   |            |    |   |